# ألبان صباح
ألبان صباح (بالألمانية: Alban Sabah)‏ هو لاعب كرة قدم ألماني في مركز الدفاع، ولد في 22 يونيو 1992 في كباليمي في توغو. شارك مع منتخب ألمانيا تحت 18 سنة لكرة القدم ومنتخب توغو لكرة القدم. أما مع النوادي، فقد لعب مع دينامو درسدن وشالكه 04 ب وشالكه 04 وفالدهوف مانهايم.

## وصلات خارجية
- ألبان صباح على موقع قاعدة بيانات كرة القدم.إي يو (الإنجليزية)
- ألبان صباح على موقع بيانات كرة القدم. دي إي (الألمانية)
- ألبان صباح على موقع ناشيونال فوتبول تيمز (الإنجليزية)
- ألبان صباح على موقع Soccerway.com (الإنجليزية)
- ألبان صباح على موقع عالم كرة القدم.نت (الإنجليزية)